# Kabinetten-Malan
Zuid-Afrika kende in de periode tussen 1948 en 1954 twee kabinetten-Malan.

## Achtergrond
De Zuid-Afrikaanse parlementsverkiezingen van 26 mei 1948 leverde een overwinning op voor de Herenigde Nasionale Party (HNP) van Daniël François Malan en de Afrikanerparty (AP) van Nicolaas Havenga. Beide partijen waren voorstander van een apartheidspolitiek en de parlementsverkiezingen stonden dan ook bekend als de Apartheidsverkiezingen.
Na de verkiezingen verving Malan generaal Jan Smuts als premier. Zijn kabinet bestond uit twaalf ministers, waarvan elf behoorden tot de HNP en één tot de AP (Havenga) behoorde. De coalitie beschikte niet over een al te grote meerderheid in de Volksraad (Zuid-Afrikaans parlement) en veel apartheidswetten konden dan ook niet worden doorgevoerd. Malan gaf daarom de blanke inwoners van het Zuid-Afrikaanse mandaatgebied (overwegend Afrikaners en Duitsers) kiesrecht en breidde hiervoor het parlement met enkele zetels uit. De blanken van Zuidwest-Afrika stemden bijna allemaal op de HNP, waardoor de HNP steeds meer zetels verwierf. Uiteindelijk verschoof premier Malan de grenzen van sommige kiesdistricten waar de HNP-kandidaat in 1948 niet was gekozen zó, dat bij nieuwe verkiezingen de HNP-kandidaat zou worden gekozen. 
Uiteindelijk fuseerden de HNP en de Afrikanerparty in 1951 tot de Nasionale Party waardoor er nog maar één apartheidspartij bestond. Het tweede kabinet Malan werd opgevolgd door het Kabinet-Strijdom, louter bestaande uit ministers van de Nasionale Party, dat aanbleef tot 24 augustus 1958.

## Kabinet-Malan I (1948-1953)
| Ministerspost                                      | naam                                                               | afbeelding       | partij | periode                             |
| -------------------------------------------------- | ------------------------------------------------------------------ | ---------------- | ------ | ----------------------------------- |
| Minister-president Minister van Buitenlandse Zaken | Daniël François Malan                                              |                  | HNP    | 1948 - 1953                         |
| Minister van Naturellen Zaken                      | E.G. Jansen Hendrik Verwoerd                                       |                  | HNP    | 1948 - 1950 1950 - 1953             |
| Minister van Financiën                             | Nicolaas Havenga                                                   | Nicolaas Havenga | AP     | 1948 - 1953                         |
| Minister van Justitie                              | Charles Swart                                                      | Charles Swart    | HNP    | 1948 - 1953                         |
| Minister van Verdediging                           | François Christiaan Erasmus                                        |                  | HNP    | 1948 - 1953                         |
| Minister van Binnenlandse Zaken                    | Theophilus Dönges                                                  | T. Dönges        | HNP    | 1948 - 1953                         |
| Minister van Transport                             | P.O. Sauer                                                         |                  | HNP    | 1948 - 1953                         |
| Minister van Land en Irrigatie                     | Johannes Strijdom                                                  | J.G. Strijdom    | HNP    | 1948 - 1953                         |
| Minister van Landbouw                              | S.P. le Roux                                                       |                  | HNP    | 1948 - 1953                         |
| Minister van Bosbouw                               | S.P. le Roux Johannes Strijdom Ben Schoeman                        | J.G. Strijdom    | HNP    | 1948 - 1949 1949 - 1950 1950 - 1953 |
| Minister van Onderwijs                             | Charles Swart Johannes Hendrikus Viljoen                           | Charles Swart    | HNP    | 1949 - 1950 1950 - 1953             |
| Minister van Mijnbouw                              | Eric Louw Johannes Hendrikus Viljoen                               |                  | HNP    | 1948 - 1950 1950 - 1953             |
| Minister van Economische Zaken                     | Eric Louw                                                          |                  | HNP    | 1948 - 1953                         |
| Minister van Arbeid en Openbare Werken             | Ben Schoeman                                                       |                  | HNP    | 1948 - 1953                         |
| Minister van Gezondheid en Volkswelzijn            | A.J. Stals Karl Bremer                                             |                  | HNP    | 1948 - 1951 1951 - 1953             |
| Minister van Post- en Telegraafwezen               | Theophilus Dönges François Christiaan Erasmus Jozua François Naudé | T. Dönges        | HNP    | 1948 - 1949 1949 - 1950 1950 - 1953 |

## Kabinet-Malan II (1953-1954)
De parlementsverkiezingen van 1953 leverde de Nasionale Party een absolute meerderheid op in de Volksraad. Premier Malan verkreeg dankzij deze meerderheid de kans meer apartheidswetten door te voeren. In 1954 trad de bejaarde Malan af en werd opgevolgd door zijn luitenant Hans Strijdom.
| Ministerspost                                      | naam                           | afbeelding       | partij | periode     |
| -------------------------------------------------- | ------------------------------ | ---------------- | ------ | ----------- |
| Minister-president Minister van Buitenlandse Zaken | Daniël François Malan          |                  | NP     | 1953 - 1954 |
| Minister van Naturellen Zaken                      | Hendrik Verwoerd               |                  | NP     | 1953 - 1954 |
| Minister van Financiën                             | Nicolaas Havenga               | Nicolaas Havenga | NP     | 1953 - 1954 |
| Minister van Justitie                              | Charles Swart                  | Charles Swart    | NP     | 1953 - 1954 |
| Minister van Verdediging                           | François Christiaan Erasmus    |                  | NP     | 1953 - 1954 |
| Minister van Binnenlandse Zaken                    | Theophilus Dönges              | T. Dönges        | NP     | 1953 - 1954 |
| Minister van Transport                             | P.O. Sauer                     |                  | NP     | 1953 - 1954 |
| Minister van Land en Irrigatie                     | Johannes Strijdom              | J.G. Strijdom    | NP     | 1953 - 1954 |
| Minister van Landbouw                              | S.P. le Roux                   |                  | NP     | 1953 - 1954 |
| Minister van Bosbouw                               | Ben Schoeman                   |                  | NP     | 1953 - 1954 |
| Minister van Onderwijs                             | Johannes Hendrikus Viljoen     |                  | NP     | 1953 - 1954 |
| Minister van Mijnbouw                              | Albert Johannes Roux van Rhijn |                  | NP     | 1953 - 1954 |
| Minister van Economische Zaken                     | Albert Johannes Roux van Rhijn |                  | NP     | 1953 - 1954 |
| Minister van Arbeid en Openbare Werken             | Ben Schoeman                   |                  | NP     | 1953 - 1954 |
| Minister van Gezondheid en Volkswelzijn            | Albert Johannes Roux van Rhijn |                  | NP     | 1953 - 1954 |
| Minister van Sociale Zaken                         | Johannes Hendrikus Viljoen     |                  | NP     | 1953 - 1954 |
| Minister van Post- en Telegraafwezen               | Jozua François Naudé           |                  | NP     | 1953 - 1954 |